# Luché-Thouarsais

Luché-Thouarsais este o comună în departamentul Deux-Sèvres, Franța. În 2009 avea o populație de 384 de locuitori.